# ジビル・ラウドニーネ
ジビル・ラウドニーネ（Živilė Raudonienė、1982年4月29日 - ）はリトアニア・アリートゥス出身の元ボディビルダーであり、プロレスラーである。アメリカ合衆国のプロレス団体WWEに所属時には、アクサナ（Aksana）のリングネームで活動していた。

## 来歴
プロレスラーになる以前はボディビルダー、フィットネスモデル、およびパーソナル・トレーナーとしても活躍。1999年にIFBBヨーロピアンフィットネスコンテストで17歳で最年少優勝という記録を樹立。2009年にはIFBBアーノルドクラシックコンテストで優勝。他、多数のコンテストで優勝している。
2009年11月にWWEとディベロップメント契約を交わし、オルガ（Olga）というリングネームでFCWのハウスショーで行われたハロウィーンコスチュームコンテストにてデビュー。テレビショーでの登場に合わせて現在のリングネームであるアクサナ（Aksana）に変更。精神病患者のギミックであったイーライ・コットンウッドに一目惚れされしまい無理やりマネージャーとされるストーリーを展開。2010年にストーリーが終了し、FCWフロリダディーヴァズ王座に挑戦。マイクが得意なことからFCWの番組内でアクサナ・ショーなるインタビュー・コーナーのホストを務めた。
8月、NXTのシーズン3にルーキーとして参加。ゴールダストをプロに迎える。当初は師弟関係であったが次第にゴールダストが恋愛対象として見るようになり、アクサナもそれを応えるようになる。ゴールダストがミリオンダラー・ベルトを強奪したのをきっかけにテッド・デビアス・ジュニア & マリースとの抗争を開始。10月19日の放送においてゴールダストが国外退去の危機にあるアクサナを救うためにプロボーズをし、11月2日にリング上で結婚式を行うことになる。この時ゴールダストの父であるダスティ・ローデス、弟であるコーディ・ローデスも出席する。結婚式の最中にデビアス・ジュニアとマリースが邪魔に来るが、神父にテッド・デビアスが登場。順調に式が進み、誓いのキスを行おうとした瞬間アクサナがゴールダストに平手打ちを放ち、ミリオンダラー・ベルトを独占。11月15日、"Old School edition" と銘打って行われたスペシャル版のRAWでゴールダストに取り返される。その後ゴールダストは正統な持ち主であるデビアス（ミリオンダラー・マン）に返還し、抗争は終了した。その後抗争が終了した煽りを受け、立場が微妙になってしまったこともあり4位という結果に終わった。
2011年2月3日にFCWの興行でローザ・メンデスを破り、クイーン・オブ・FCWのタイトルを獲得した。また4月7日にはAJを下し、FCWフロリダディーヴァズ王座を獲得した。この時点でクイーン・オブ・FCWも保持していたため、団体史上初の二冠女王となった。
8月5日、SmackDown!のオフィスに黒髪姿で登場した（以前はブロンド）。持ち前の美貌でテディ・ロングを魅了し、ベビーでデビュー。不調のナタリヤをあっさり丸めフォールして勝利を飾る。
その後はロングと恋愛ギミックを重ねながら、彼の関わる試合をセコンドとしてサポート。
2012年、レッスルマニア28の12人タッグ戦にてジョニー軍にロング軍が敗れ、ロングがGMの座をおろされてしまったことで彼を見捨て、「昔から恋人だった」アントニオ・セザーロに乗換え、彼のセコンドにつく。
8月のサマースラムにてUS王者サンティーノ・マレラ戦でのアシストもあってセザーロをUS王座に就かせたが、そのしばらく後のマレラ戦ではアシストに失敗しセザーロを敗戦させたために、一方的にふられてしまった。また、イヴ・トーレスの依頼でディーヴァ王座戦直前にケイトリンを襲うなど卑怯な行動も行っているが、特に咎められはしなかった。
WWEでのキャリア終盤は主にアリシア・フォックスと組むことが多かったが、2014年6月12日にWWEの公式サイトにて退団することが発表された。それに前後して暴走したアリシアに散々な目にあわされ、6月13日放送（収録は10日）のスマックダウンにてアリシアとの最後の試合に敗れた。

## 得意技
- DDT
- トラース・キック
- スパイン・バスター

## 獲得タイトル
- クイーン・オブ・FCW : 1回
- FCWフロリダディーヴァズ王座 : 1回

## 入場曲
- Gotchaback Sport A